# Афанасьев, Борис Иванович
Борис Иванович (Михайлович) Афанасьев (12 [25] сентября 1913, Москва — 25 февраля 1983, Москва) — советский футболист и хоккеист. Заслуженный мастер спорта СССР (1948) и заслуженный тренер РСФСР (1968).

## Биография
Афанасьев был выносливым и трудолюбивым футболистом, хорошо выбирал позицию. Выступал за московский «Дукат» (1932—1933) и болшевское «Динамо» (1934—1937). С 1938 по 1941 год играл в полузащите киевского «Динамо». В чемпионате СССР провёл 55 матчей и забил два гола.
После войны перешёл в ЦДКА. В 1945 году он выиграл кубок СССР по футболу, а через год — чемпионат. Всего за армейскую команду в чемпионатах СССР провёл 54 матча и забил один гол.
В 1948 году Афанасьев перешёл в хоккей с шайбой. В составе ЦДКА вратарём трижды подряд завоёвывал золотые награды чемпионата СССР (1948—1950). Всего в чемпионате СССР провёл 78 матчей.
После ухода из спорта Афанасьев стал футбольным судьёй, в 1958 году получил республиканскую категорию. Провёл десять матчей в статусе основного судьи и ещё 13 в качестве лайнсмена.
С 1953 года — на тренерской работе.
В 1958 году окончил школу тренеров при ГЦОЛИФК. Работал с юными хоккеистами ЦСК МО (Москва). Его учениками являются олимпийские чемпионы Станислав Петухов, Вениамин Александров и Виктор Зингер.
В 1963—1964 годах возглавлял московский хоккейный клуб «Спартак».
С 1972 по 1974 год — главный тренер команды «Акрони Есенице». Возглавляемый им клуб завоевал титул чемпиона Югославии 1973 года.